# Élizabeth Lesieur
Pour les articles homonymes, voir Lesieur.
 (décembre 2024).
Élizabeth Lesieur est une actrice québécoise née Marie-Anne Élizabeth Lesieur le 27 juillet 1939 à Ste-Pétronille sur l'Île-d'Orléans. Elle est la fille de Charles-Eugène Lesieur, gérant de bateau, et de Henriette Lemay.
Après ses études au Conservatoire de musique et d'art dramatique du Québec elle se rend à Montréal, ville qu'elle ne quittera plus et fait du théâtre. Puis elle apparaît au cinéma et à la télévision avant de se consacrer au doublage où elle double Diane Keaton régulièrement. Elle réside à l'Île des Sœurs. Sa sœur Christine Olivier est également actrice.
Le 14 septembre 1962, elle épouse Jacques Brouillet dans l'église de la paroisse des Sts-Martyrs-Canadiens de Québec. Leur union se terminera par un divorce mais ils semblent avoir conservé une relation amicale. En effet, l'avis de décès de Jacques, tout en mentionnant en premier lieu son compagnon de longue date, Gilles Labrie, fait ensuite référence à son ex-épouse, Élizabeth Lesieur.

## Filmographie
- 1963 - 1970 : Les Belles Histoires des pays d'en haut (série télévisée) : Nanette
- 1966 : Le Misanthrope (téléfilm), réalisation de Louis-Georges Carrier : Éliante
- 1968 : Le Paradis terrestre (série télévisée) : Bérénice
- 1968 : La Ribouldingue (série télévisée) : Prunelle
- 1968 : D'Iberville (série télévisée) : Kitiwa, princesse indienne
- 1972 - 1975 : Les Forges de Saint-Maurice (série télévisée) : Véronique[2]
- 1976 : Grand-Papa (série télévisée) : Louise
- 1977 : Panique, de Jean-Claude Lord
- 1980 - 1983 : Marisol : Évelyne Marois
- 1985 : Belle Rive (série télévisée) : Denise Lacerte
- 2007 : L'Âge des ténèbres, de Denys Arcand : Nicole Pâquet-Plourde

## Doublage
| - 1973 : La Lunule, de Harvey Hart : Elizabeth Lucy (Karen Black) - 1974 : Dix Petits Nègres, de Peter Collinson : Elsa Martino (Maria Rohm) - 1975 : Un jour, une vie (film), de Larry Peerce : Jill Kinmont (Marilyn Hassett) - 1978 : The Other Side of the Mountain Part II, de Larry Peerce : Jill Kinmont (Marilyn Hassett) - 1980 : Le dernier reportage, de Paul Almond : Sam O'Donnell (Alexandra Stewart) - 1984 : Philadelphia Experiment, de Stewart Raffill : Pamela (Louise Latham) - 1987 : Crazy Moon, de Allan Eastman : L'orthophoniste (Barbara Jones) - 1987 : Trois Hommes et un bébé, de Leonard Nimoy : Angelyne (Claire Cellucci) - 1988 : Au fil de la vie, de Garry Marshall : Hillary Whitney Essex (Barbara Hershey) - 1988 : La Dernière Cible, de Buddy Van Horn : Samantha Walker (Patricia Clarkson) - 1988 : Oliver et Compagnie, de George Scribner : Georgette (Bette Midler) - 1988 : Heartbreak Hotel, de Chris Columbus : Irene (Karen Landry) - 1989 : Cours d'anatomie[réf. nécessaire] (Gross Anatomy), de Thom Eberhardt : Dre. Rachel Woodruff (Christine Lahti) - 1989 : Termini Station (en), de Allan King : Liz Dunshane (Debra McGrath) - 1989 : Pink Cadillac, de Buddy Van Horn : Dinah (Frances Fisher) - 1990 : Fire Birds, de David Greene : Janet Little (Mary Ellen Trainor) - 1990 : Betsy's Wedding, d'Alan Alda : Gloria Henner (Catherine O'Hara) - 1990 : Un pourri au paradis, de Herbert Ross : Crystal Rybak (Melanie Mayron) - 1990 : Dick Tracy, de Warren Beatty : Tess Trueheart (Glenne Headly) - 1990 : Tes affaires sont mes affaires, de Arthur Hiller : Elizabeth Barnes (Veronica Hamel) - 1990 : La Relève, de Clint Eastwood : Laura Ackerman (Donna Mitchell) - 1990 : Le Bûcher des vanités, de Brian De Palma : Judy McCoy (Kim Cattrall) - 1990 : Bethune: The Making of a Hero, de Phillip Borsos : Frances Penny Bethune (Helen Mirren) - 1991 : Trompée, de Damian Harris : Mme. Peabody (Heidi Von Palleske) - 1991 : Le Dernier Samaritain, de Tony Scott : Sarah Hallenbeck (Chelsea Field) - 1991 : Quoi de neuf, Bob ?, de Frank Oz : Fay Marvin (Julie Hagerty) - 1992 : Explosion immédiate (Live Wire) (Détonateur Vivant)[réf. nécessaire], de Christian Duguay : Juge Blair (Selma Archerd) - 1992 : Traces de sang, de Andy Wolk : Beth Frayn (Faye Grant) - 1992 : Malcolm X, de Spike Lee : Louise Little (Lonette McKee) - 1992 : Oh, Quelle Nuit, de Eric Till : Eva (Geneviève Bujold) - 1992 : Sofie, de Liv Ullmann : Rose Philipson (Anne Werner Thomsen) - 1992 : Les Enfants du dimanche, de Daniel Bergman : Karin Bergman (Lena Endre) - 1992 : La Nuit déchirée, de Mick Garris : Mary Brady (Alice Krige) - 1993 : Les Aventures de Huckleberry Finn, de Stephen Sommers : Mary Jane Wilks (Anne Heche) - 1993 : Un monde parfait, de Clint Eastwood : Sally Gerber (Laura Dern) - 1993 : Being Human, de Bill Forsyth : Anna (Lorraine Bracco) - 1993 : L'Incroyable Voyage, de Duwayne Dunham : Hope Seaver (Veronica Lauren) - 1993 : My Life, de Bruce Joel Rubin : Doris (Toni Sawyer) - 1993 : Le Fugitif, de Andrew Davis : Helen Kimble (Sela Ward) - 1993 : Mustard Bath, de Darrell Wasyk : Mère de Matthew (Elizabeth Shepherd) - 1994 : Opération Phénix d'Or, de Jalal Merhi : Princesse Angélique (Guylaine St-Onge) - 1994 : Ace Ventura, détective pour chiens et chats, de Tom Shadyac : Martha Maxx (Judy Clayton) - 1994 : Prince noir, de Caroline Thompson : Lady Wexmire (Eleanor Bron) - 1994 : Wyatt Earp, de Lawrence Kasdan : Kate (Isabella Rossellini) - 1994 : Corrina, Corrina, de Jessie Nelson : Jenny Davis (Wendy Crewson) - 1995 : Combats d'élites, de Shimon Dotan : Janice Neal (Catherine MacKenzie) - 1995 : Les Grincheux 2, de Howard Deutch : Maria Ragetti (Sophia Loren) - 1995 : Le Père de la mariée 2, de Charles Shyer : Nina Banks (Diane Keaton) - 1995 : Nixon, de Oliver Stone : Hannah Nixon (Mary Steenburgen) - 1995 : The Baby-Sitters Club (en), de Melanie Mayron : Emily Haberman (Ellen Burstyn) - 1995 : Professeur Holland, de Stephen Herek : Iris Holland (Glenne Headly) - 1996 : L'Incroyable Voyage 2 : À San Francisco, de David Richard Ellis : Hope Seaver (Veronica Lauren) - 1996 : Pluie de roses sur Manhattan, de Michael Goldenberg : Mère de Lewis (Debra Monk) - 1996 : Citizen Ruth, de Alexander Payne : Gail Stoney (Mary Kay Place) - 1996 : Mort Innocente : Suzanne St-Laurent (Geneviève Bujold) - 1996 : Le Secret des Anges, de Nick Hamm : Dona Consuelo (Marisa Paredes) - 1996 : Simples Secrets, de Jerry Zaks : Bessie (Diane Keaton) - 1997 : Anastasia, de Don Bluth et Gary Goldman : Impératrice Dowager Marie (Angela Lansbury) - 1997 : Souviens-toi... l'été dernier, de Jim Gillespie : Mme. James (Deborah Hobart) - 1997 : Hercule, de John Musker et Ron Clements : Alcmène (Barbara Barrie) - 1997 : Volte-face, de John Woo : Wanda (Margaret Cho) - 1997 : Le fils maléfique, de Douglas Jackson : Sandy Robards (Lesley Ann Warren) - 1997 : Kitchen Party, de Gary Burns : Barb (Gillian Barber) - 1998 : Préjudice, de Steven Zaillian : Anne Anderson (Kathleen Quinlan) - 1998 : La Dame de Windsor, de John Madden : La Reine Victoria (Judi Dench) - 1998 : Permanent Midnight, de David Veloz : Pamela Verlaine (Cheryl Ladd) - 1998 : Les Puissants, de Peter Chelsom : Grand-Mère Pinneman (Gena Rowlands) - 1998 : Le Mystère Ambrose Small, de Stefan Scaini : Theresa Small (Wendy Crewson) - 1998 : Drôle de couple 2, de Howard Deutch : Felice (Mary Beth Peil) - 1998 : L'Histoire de mon Père, de Paul Quinn : Mme. Maney (Maria McDermottroe) - 1998 : Boy Meets Girl, de Jerry Ciccoritti : Madame Jones (Kate Nelligan) - 1998 : U.S. Marshals, de Stuart Baird : Marshal Walsh (Kate Nelligan) - 1999 : Diamonds, de John Mallory Asher : Sin-Dee (Lauren Bacall) - 1999 : Voyeur, de Stephan Elliott : Dr. Brault (Geneviève Bujold) - 1999 : Fantasia 2000, de Hendel Butoy : Angela Lansbury - 1999 : Intrusion, de Rand Ravich : Shelly McLaren (Blair Brown) - 1999 : Magnolia, de Paul Thomas Anderson : Rose Gator (Melinda Dillon) - 1999 : Carrie 2, de Katt Shea : Sue Snell (Amy Irving) - 1999 : Mansfield Park, de Patricia Rozema : Mrs. Norris (Sheila Gish) - 1999 : L'Autre Sœur, de Garry Marshall : Elizabeth (Diane Keaton) - 1999 : Le Petit Monde de Fraser, de Hugh Hudson : Gamma MacIntosh (Rosemary Harris) - 1999 : La fille de New Waterford, de Allan Moyle : Cookie Pottie (Mary Walsh) - 2000 : Raccroche !, de Diane Keaton : Georgia (Diane Keaton) - 2000 : Les Pierrafeu à Rock Vegas, de Brian Levant : Pearl Pebbles-Pebbles Slaghoople (Joan Collins) - 2000 : L'Homme bicentenaire, de Chris Columbus : Mrs. Martin (Wendy Crewson) - 2000 : L'Élue, de Chuck Russell : Dahnya (Dimitra Arlys) - 2000 : Requiem for a Dream, de Darren Aronofsky : Sara Goldfarb (Ellen Burstyn) - 2001 : Anthrax, de Rick Stevenson : Jackie Potter (Joanna Cassidy) - 2001 : Potins mondains et Amnésies partielles, de Peter Chelsom : Ellie Stoddard (Diane Keaton) - 2001 : Gosford Park, de Robert Altman : Mlle. Croft (Eileen Atkins) - 2001 : In the Bedroom, de Todd Field : Katie Grinnel (Celia Weston) - 2002 : Les Divins Secrets, de Callie Khouri : Vivi (Ellen Burstyn) - 2002 : La Maison sur l'océan, de Irwin Winkler : Colleen Beck (Mary Steenburgen) - 2002 : Paï, de Niki Caro : Nanny Flowers (Vicky Haughton) - 2003 : Jericho Mansions, de Alberto Sciamma : Lily Melnick (Geneviève Bujold) - 2003 : Dreamcatcher, de Lawrence Kasdan : Roberta Cavell (Rosemary Dunsmore) - 2003 : Elfe, de Jon Favreau : Emily (Mary Steenburgen) - 2003 : Shanghai Kid 2, de David Dobkin : Reine Victoria (Gemma Jones) - 2003 : Tout peut arriver, de Nancy Meyers : Erica Barry (Diane Keaton) - 2004 : La Séductrice (A Good Woman) de Mike Barker : Lady Plymdale (Diana Hardcastle) - 2004 : Que Nous Reste-t-il, de Gail Harvey : Mlle. Burns (Maria Ricossa) - 2004 : Destins violés, de D. J. Caruso : Mrs. Asher (Gena Rowlands) - 2004 : Troie, de Wolfgang Petersen : Thétis (Julie Christie) - 2004 : La Plus Belle Victoire, de Richard Loncraine : Mme Kenwood (Celia Imrie) - 2004 : Mon beau-père, mes parents et moi, de Jay Roach : Dina Byrnes (Blythe Danner) - 2005 : Mémoires d'une geisha, de Rob Marshall : Sayuri (aînée)/narration (Shizuko Hoshi) - 2005 : Nanny McPhee, de Kirk Jones : Tante Adélaïde (Angela Lansbury) - 2005 : Esprit de famille, de Thomas Bezucha : Sybill Stone (Diane Keaton) - 2005 : Transamerica, de Duncan Tucker : Elizabeth (Fionnula Flanagan) - 2005 : Sabah, de Ruba Nadda : Um Mouhammed (Setta Keshishian) - 2005 : Water, de Deepa Mehta : Bhagavati (Waheeda Rehman) - 2006 : Daniel et les Superdogs, de André Mélançon : Claire Martin (Claire Bloom) - 2006 : Black Sheep, de Jonathan King : Mme. Mac (Glenis Levestam) - 2006 : Last Kiss, de Tony Goldwyn : Anna (Blythe Danner) - 2006 : The Wicker Man, de Neil LaBute : Sœur Summersisle (Ellen Burstyn) - 2006 : Grandma's Boy, de Nicholaus Goossen : Grand-Mère Lilly (Doris Roberts) - 2007 : Because I Said So, de Michael Lehmann : Daphne Wilder (Diane Keaton) - 2007 : Agent double, de Billy Ray : Bonnie Hanssen (Kathleen Quinlan) - 2007 : Feast of Love, de Robert Benton : Esther Stevenson (Jane Alexander) - 2007 : Mama's Boy, de Tim Hamilton : Jan Mannus (Diane Keaton) - 2007 : Little Children, de Todd Field : Jean (Helen Carey) - 2007 : Dangereuse Séduction, de James Foley : Elizabeth Clayton (Kathleen Chalfant) - 2007 : Le Chercheur: À l'assaut des ténèbres, de David L. Cunningham : Mlle. Greythorne (Frances Conroy) - 2007 : The Stone Angel, de Kari Skogland : Hagar Shipley (Ellen Burstyn) - 2008 : Doute (Doubt), de John Patrick Shanley : Sœur Raymond (Audrie J. Neenan) - 2008 : Manipulation, de Marcel Langenegger : Dame de Wall Street (Charlotte Rampling) - 2008 : Dim Sum Funeral, de Anna Chi : Viola Gruber (Talia Shire) - 2008 : Quatre filles et un jean 2, de Sanaa Hamri : Greta (Blythe Danner) - 2008 : Les Chroniques de Spiderwick, de Mark Waters : Tante Lucinda Spiderwick (Joan Plowright) - 2008 : Mad Money, de Callie Khouri : Bridget Cardigan (Diane Keaton) - 2008 : Le contrat humain, de Jada Pinkett Smith : Rose (Joanna Cassidy) - 2009 : Mytho-Man, de Ricky Gervais et Matthew Robinson : Martha Bellison (Fionnula Flanagan) - 2009 : Les Zintrus, de John Schultz : Nana (Doris Roberts) - 2009 : I Love You, Man, de John Hamburg : Joyce Klaven (Jane Curtin) - 2009 : Nine, de Rob Marshall : Liliane La Fleur (Judi Dench) - 2009 : Paul Blart : Super Vigile, de Steve Carr : Margaret Blart (Shirley Knight) - 2010 : Les Trois Prochains Jours, de Paul Haggis : Grace Brennan (Helen Carey) - 2010 : Mon beau-père et nous, de Paul Weitz : Dina Byrnes (Blythe Danner) - 2010 : Wolfman, de Joe Johnston : Maleva (Geraldine Chaplin) - 2011 : Our Idiot Brother, de Jesse Peretz : Ilene (Shirley Knight) - 2011 : Breaking the Press, de Andrew Stevens : Tante Julie (Juli Erickson) - 2011 : Monsieur Popper et ses pingouins, de Mark Waters : Mme. Van Gundy (Angela Lansbury) - 2011 : Millénium : Les Hommes qui n'aimaient pas les femmes (The Girl with the Dragon Tattoo), de David Fincher : Cecilia Vanger (Geraldine James) - 2012 : Darling Companion, de Lawrence Kasdan : Beth (Diane Keaton) - 2012 : The Lucky One, de Scott Hicks : Nana (Blythe Danner) - 1973-1974 : Maîtres et Valets (Série télévisée) : Hazel Bellamy (Meg Wynn Owen) - 1974 : La Dernière Croisière (Téléfilm), de Ralph Senensky : Mary Frances Radney (Kate Jackson) - 1975-1977 : Cosmos 1999 (Série télévisée) : Maya (Catherine Schell) - 1986-1987 : Le Magicien d'Oz (série d'animation) : Mombi - 1989 : The BFG (téléfilm d'animation), de Brian Cosgrove : la Reine d'Angleterre - 1990-1995 : Les Contes d'Avonlea (série télévisée) : Mme. Inglis (Marilyn Boyle) - 1991 : Bino Fabule (Série d'animation) : Torticolis - 1992 : Sketch Artist (Téléfilm), de Phedon Papamichael : Krista Silver (Belle Avery) - 1994 : Les Jumelles Dionne (téléfilm), de Christian Duguay - 1997 : La Légende du Cavalier Fantôme (mini-série) : Vala (Edda Heiðrún Backman) - 1998 : Les Grands Inventeurs - Thomas Edison (TV) : Kate Crushers (Susannah Hoffmann) - 1998-2000 : Émilie de la nouvelle lune (série télévisée) : Mrs. Stuart - Star Trek (série télévisée) : La voix de l'ordinateur (Majel Barrett) - 2001-2003 : Bamboubabulle (série télévisée d'animation) : Narratrice |